# El nen 44 (pel·lícula)
El nen 44 (Child 44 en anglès) és una pel·lícula de thriller de misteri del 2015 dirigida per Daniel Espinosa, escrita per Richard Price i basada en la novel·la homònima de Tom Rob Smith del 2008. La pel·lícula és protagonitzada per Tom Hardy, Gary Oldman, Noomi Rapace, Joel Kinnaman, Paddy Considine, Jason Clarke i Vincent Cassel. Va ser estrenada el 17 d'abril de 2015. Tant la novel·la com la pel·lícula es basen molt lliurement en el cas de l'assassí en sèrie soviètic Andrei Chikatilo. La pel·lícula va ser un fracàs de taquilla, només va recaptar 13 milions de dòlars contra el seu pressupost de 50 milions de dòlars. Ha estat doblada i subtitulada al català.

## Repartiment
- Tom Hardy com a Capità Leo Demidov
- Gary Oldman com a General Mikhail Nesterov
- Noomi Rapace com a Raisa Demidova
- Joel Kinnaman com a Tienent Vasili Nikitin
- Vincent Cassel com a Major Kuzmin
- Jason Clarke com a Anatoly Brodsky
- Paddy Considine com a Vladimir Malevich
- Josef Altin com a Alexander
- Sam Spruell com a Doctor Tyapkin
- Ned Dennehy com a El coronel
- Fares Fares com a tinent Alexei Andreyev
- Nikolaj Lie Kaas com a Ivan Sukov
- Mark Lewis Jones com a Tortoise

## Producció
El rodatge va començar el juny de 2013 a les ciutats de Praga, Ostrava i Kladno a la República Txeca, i va continuar a Romania. Per a la breu escena al metro de Moscou es va utilitzar el metro de Praga. Va ser la primera vegada a la seva història que es va tancar al públic.